# John Toro Rendón
John Jairo Toro Rendón (4 de abril de 1958) es un exárbitro de fútbol colombiano. Dirigió el partido entre Dinamarca y Sudáfrica en el mundial de Francia 1998, entregando durante el partido siete tarjetas amarillas y tres rojas, la mayoría de los cuales fueron correctamente aplicadas, aunque cuestionadas por los daneses por la severidad del juez en el encuentro.
Además, participó en diversos encuentros de Copa América, Copa Libertadores de América y demás competiciones organizadas por la Federación Colombiana de Fútbol, la Confederación Sudamericana de Fútbol, torneos de la FIFA, mundial femenino en China y mundial Francia 1998

## Historia
John Jairo Toro Rendon nació en una familia compuesta por once hermanos en el municipio de La Estrella, Antioquia, Colombia, debutó como árbitro profesional en 1987, es recordado porque en un partido pito cinco penaltis todos legales.